# A13高速公路 (義大利)
A13高速公路（義大利語：Autostrada A13），是義大利一條高速公路，北起帕多瓦（A4高速公路），經費拉拉至博洛尼亞結束（A1、A14高速公路），全長116.7公里。
1970年6月6日通車。